# Ъстрадгънлайс
Ъстрадгъ̀нлайс (на уелски: Ystradgynlais) е град в Южен Уелс, графство Поуис. Разположен е около река Тауе на около 30 km на северозапад от столицата Кардиф. Основен отрасъл в икономиката на града е селското стопанство. През 1954 г. тук се провежда традиционният уелски фестивал „Нешънъл Ейстедвод“. Населението му е около 8200 жители според данни от преброяването през 2001 г.

## Личности
Родени
- Ив Майлс (р. 1978), уелска актриса и киноактриса